# Fabián Paz y Miño
José Fabián Paz y Miño (Quito, 16 de marzo de 1953) es un exfutbolista ecuatoriano. Jugó como centro delantero posicionado en el ala derecha, siendo la velocidad y el sentido del gol sus principales peculiaridades.

## Trayectoria
Nacido y criado en Quito, se unió al club El Nacional en 1972, después de recibir el premio al mejor debutante en Pichincha. Dirigido por Héctor Morales, Paz y Miño se convirtió en uno de los jugadores más representativos del equipo militar. A los veintisiete años fue víctima de una lesión que lo obligó a permanecer inactivo durante un año; sin embargo, luego de sesiones de rehabilitación en Brasil, se recuperó.
Con ocho ligas nacionales obtenidas durante su carrera profesional, es junto a Carlos Ron, el futbolista con más títulos ganados en Ecuador. Sus 155 goles también lo convierten en el máximo goleador de un solo club en la liga ecuatoriana. Se retiró en septiembre de 1988, jugando su último partido contra LDU Quito.

## Selección nacional
En sus diez años de carrera internacional, hizo diecinueve apariciones y cuatro goles con el equipo nacional de fútbol de Ecuador; su debut fue el 22 de junio de 1975, luego se retiró de la selección nacional el 21 de febrero de 1985. Participó en la Copa América 1975.

## Clubes
| Club                       | País    | Año  | Goles |
| -------------------------- | ------- | ---- | ----- |
| Club Deportivo El Nacional | Ecuador | 1972 | 6     |
| Club Deportivo El Nacional | Ecuador | 1973 | 11    |
| Club Deportivo El Nacional | Ecuador | 1974 | 11    |
| Club Deportivo El Nacional | Ecuador | 1975 | 10    |
| Club Deportivo El Nacional | Ecuador | 1976 | 15    |
| Club Deportivo El Nacional | Ecuador | 1977 | 27    |
| Club Deportivo El Nacional | Ecuador | 1978 | 1     |
| Club Deportivo El Nacional | Ecuador | 1979 | 5     |
| Club Deportivo El Nacional | Ecuador | 1980 | 10    |
| Club Deportivo El Nacional | Ecuador | 1981 | 0     |
| Club Deportivo El Nacional | Ecuador | 1982 | 16    |
| Club Deportivo El Nacional | Ecuador | 1983 | 17    |
| Club Deportivo El Nacional | Ecuador | 1984 | 4     |
| Club Deportivo El Nacional | Ecuador | 1985 | 0     |
| Club Deportivo El Nacional | Ecuador | 1986 | 10    |
| Club Deportivo El Nacional | Ecuador | 1987 | 10    |
| Club Deportivo El Nacional | Ecuador | 1988 | 2     |

## Palmarés

### Campeonatos nacionales
| Título                 | Club        | País    | Año  |
| ---------------------- | ----------- | ------- | ---- |
| Campeonato Ecuatoriano | El Nacional | Ecuador | 1973 |
| Campeonato Ecuatoriano | El Nacional | Ecuador | 1976 |
| Campeonato Ecuatoriano | El Nacional | Ecuador | 1977 |
| Campeonato Ecuatoriano | El Nacional | Ecuador | 1978 |
| Campeonato Ecuatoriano | El Nacional | Ecuador | 1982 |
| Campeonato Ecuatoriano | El Nacional | Ecuador | 1983 |
| Campeonato Ecuatoriano | El Nacional | Ecuador | 1984 |
| Campeonato Ecuatoriano | El Nacional | Ecuador | 1986 |

### Distinciones individuales
| Distinción                        | Club        | País    | Año  | Goles |
| --------------------------------- | ----------- | ------- | ---- | ----- |
| Goleador de la Serie A de Ecuador | El Nacional | Ecuador | 1977 | 27    |